# Barrage de Matebe
 (avril 2022).
Le barrage de Matebe est un barrage situé en République démocratique du Congo sur la rivière Rutshuru dans le Nord-Kivu avec une puissance de 13,8 Mégawatts, alimenté par la rivière Rutshuru vers la direction de la frontière de l'Ouganda, construit en 2015.
Ce projet de construction conçu par l'Institut National de Conservation de la Nature (ICCN) et financé par la fondation américaine Howard Buffet.

## Caractéristiques
Puissance = 13,8 mégawatts